# Waldbühne Heessen

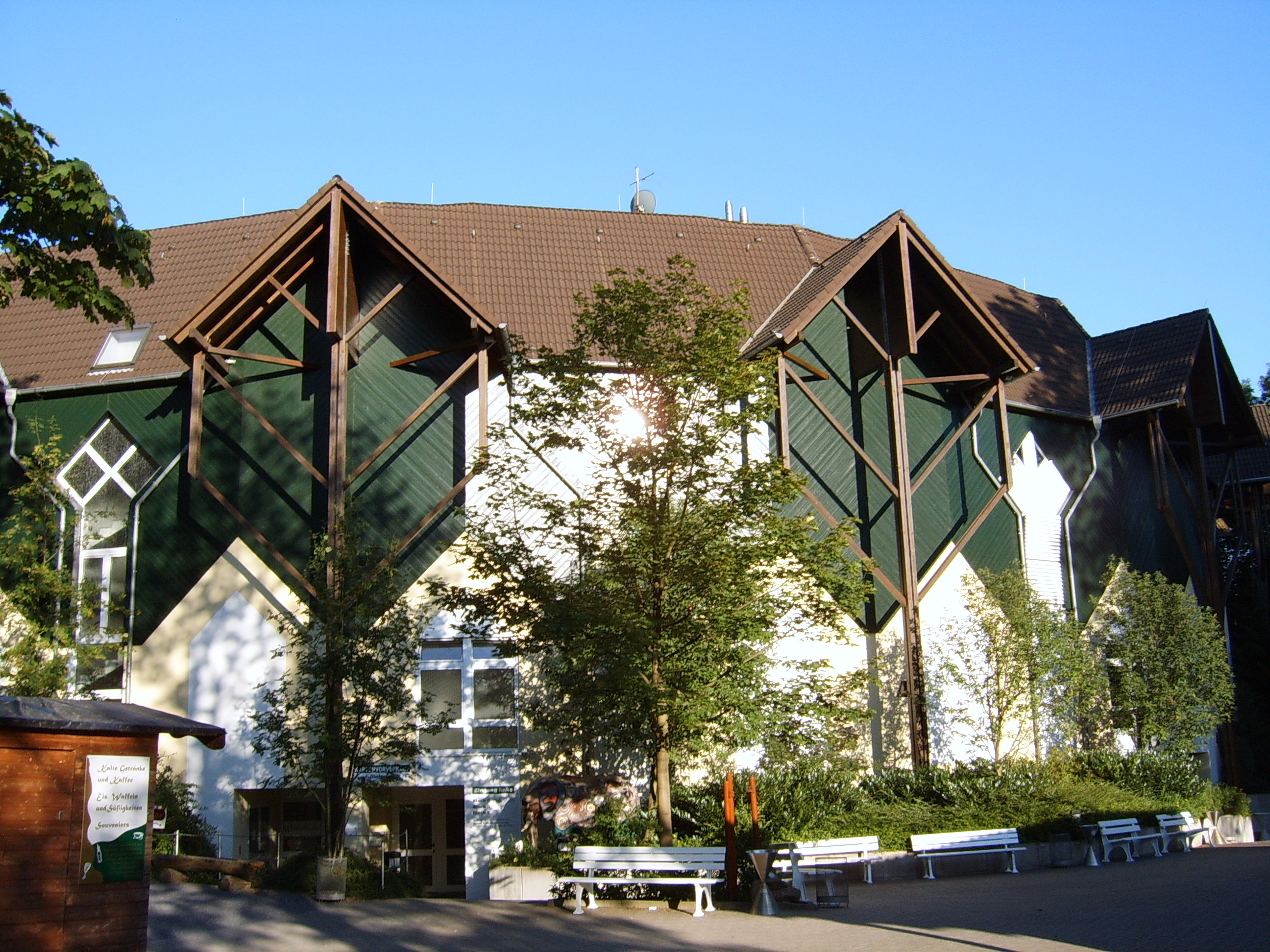
Frontansicht der Zuschauertribüne der Waldbühne Heessen

Die Waldbühne Heessen (vollständiger Name Westfälische Freilichtspiele e. V. Waldbühne Heessen) im westfälischen Hamm ist eine der besucherstärksten Amateur-Freilichtbühnen Deutschlands, deren Bühnenbau sich im Stadtbezirk Hamm-Heessen befindet. Die Waldbühne Heessen gehört zu den Gründungsmitgliedern des Verbandes Deutscher Freilichtbühnen.

## Gründung und Anfangszeit
Die Gründung erfolgte am 7. Juli 1924 auf Betreiben der Brüder Anton und August Funke zusammen mit Eberhard Rörig im Schlosshof von Schloss Oberwerries in Heessen. Eine Spielschar von ca. 100 Personen nannte sich zunächst nach dem Spielort Naturtheater Oberwerries. 
Nachdem der Spielort sehr bald für die Aufführungen zu klein wurde, wurde ein eigenes Grundstück erworben. Auf diesem entstand zunächst eine Holztribüne. Das Auditorium bot nun 2.000 Menschen Platz und wurde 1928 mit dem Stück „Josef und seine Brüder“ eingeweiht. Zugleich wurde auch der Name an den neuen Spielort, den Heessener Wald, angepasst und lautete nun Westfälische Heimatspiele – Waldbühne Heessen. Bereits 1930 war eine erneute Erweiterung der Tribüne durch Seitenbauten nötig, nach dem Ausbau fasste sie 3.000 Zuschauer. Zu Beginn der 1930er Jahre war das Zuschaueraufkommen auf bis zu 85.000 Besucher im Jahr gestiegen.

## Zeit des Nationalsozialismus
In der Zeit des Nationalsozialismus wurden auch Amateurbühnen verpflichtet, arbeitslose Schauspieler zu engagieren. So kam es, dass Georg Thomalla Teil der damaligen Heessener Spielschar war, er spielte 1937 in der „Hermannsschlacht“. Auch kontrollierte die NSDAP die Leitung des Theaters und nahm Einfluss auf die Stückauswahl, vaterländische Themen wurden bevorzugt. Am 26. August 1939 wurde der Spielbetrieb kriegsbedingt eingestellt, in diesem Jahr hatte man erstmals mit 100.000 Zuschauern gerechnet.

## Nachkriegszeit
Im Jahr 1946 hatte man sich entschieden, wieder Theater zu spielen, jedoch waren die Einrichtungen der Waldbühne durch den Bombenkrieg unbespielbar geworden. Die Spielschar begann deshalb zunächst damit, Stücke in Sälen der Umgebung aufzuführen. 1949 wurde mit dem Stück „Jedermann“ im Heessener Schlosshof erstmals wieder eine Saison Freilufttheater gespielt. Die darauffolgende Saison 1950 fiel zugunsten des Wiederaufbaues der Waldbühne aus. 1951 spielte man die „Jungfrau von Orleans“ wieder vor einer provisorisch errichteten Tribüne im Heessener Wald. Die Zuschauerzahlen stiegen in der folge bis zur Mitte der 1950er Jahre wieder auf 56.000, brachen danach jedoch ein und stabilisierten sich erst am Ende der 1960er Jahre auf niedrigem Niveau zwischen 20.000 und 26.000 Zuschauern pro Jahr.

## Jüngste Zeit

Luftbild der Waldbühne Heessen

1974 wurde die Bühne um Beschallungs- und Beleuchtungsanlagen ergänzt, 1978 kamen erstmals Funkmikrofone zum Einsatz. Seit den 1970er Jahren stiegen auch die Besucherzahlen wieder an und erreichten Ende der 1980er Jahre die Marke von 60.000. 1983 wurde mit der Studiobühne ein Winterprogramm ins Leben gerufen. Zu Beginn der 1990er Jahre begannen schließlich die Planungen für einen neuen Tribünenbau mit Platz für ca. 1700 Gäste, der zusätzlich eine Studiobühne, Büroräume, Umkleideräume, den Requisiten-Fundus und weiteren Funktionsräume beherbergt und das Provisorium von 1951 ersetzen sollte. Die Grundsteinlegung für diesen Neubau erfolgte am 22. November 1992. Der Tribünenbau wurde 1993, der Innenausbau jedoch erst 1996 fertiggestellt. Der Theatersaal im Inneren wurde erst zur 75-Jahr-Feier fertig.
Erster Vorsitzender der Westfälischen Freilichtspiele e. V. ist Andreas Brochtrop-Wegerich. Der ehemalige Oberbürgermeister der Stadt Hamm Thomas Hunsteger-Petermann war jahrelang 2. Vorsitzender. Anfang des Jahres 2023 folgte ihm Jens Wawrzyniak im Amt nach.